# آرماندو برویا
آرماندو بروجا (انگلیسی: Armando Broja؛ زادهٔ ۱۰ سپتامبر ۲۰۰۱) بازیکن فوتبال اهل آلبانی است. 
از باشگاه‌هایی که در آن بازی کرده‌است می‌توان به باشگاه فوتبال چلسی ، ساوت‌همپتون و فولام اشاره کرد.
وی همچنین در تیم‌های ملی فوتبال زیر ۲۱ سال آلبانی  و آلبانی بازی کرده‌است.